# Weibel (Amtsdiener)

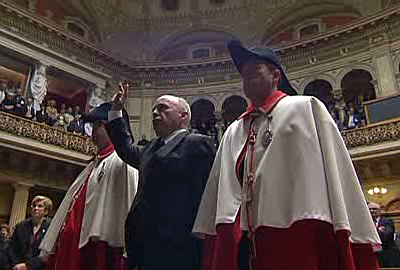
Bundesrat Maurer bei seiner Vereidigung, flankiert von zwei Bundesweibeln im Ornat

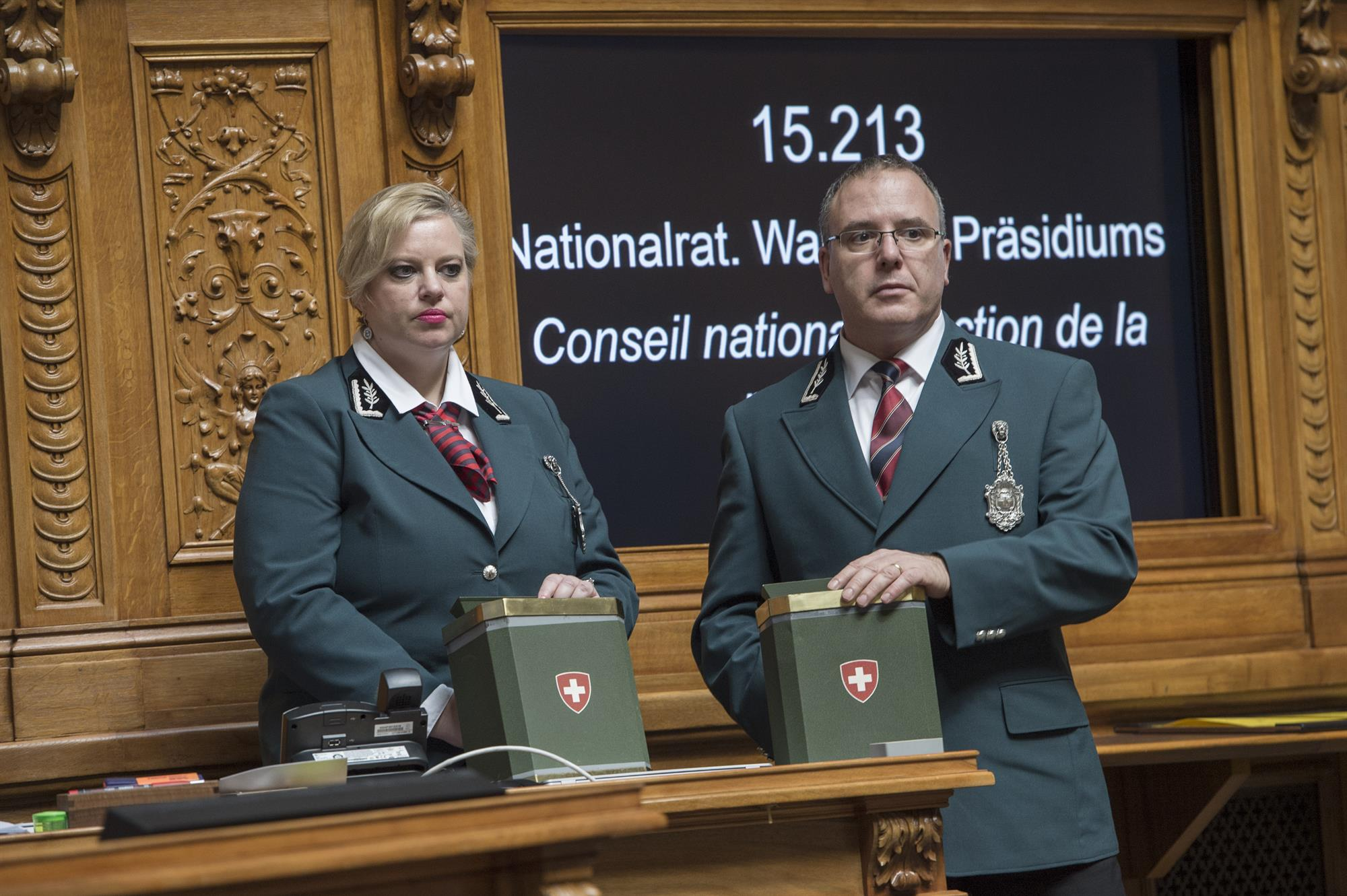
Bundesweibel in Arbeitsuniform

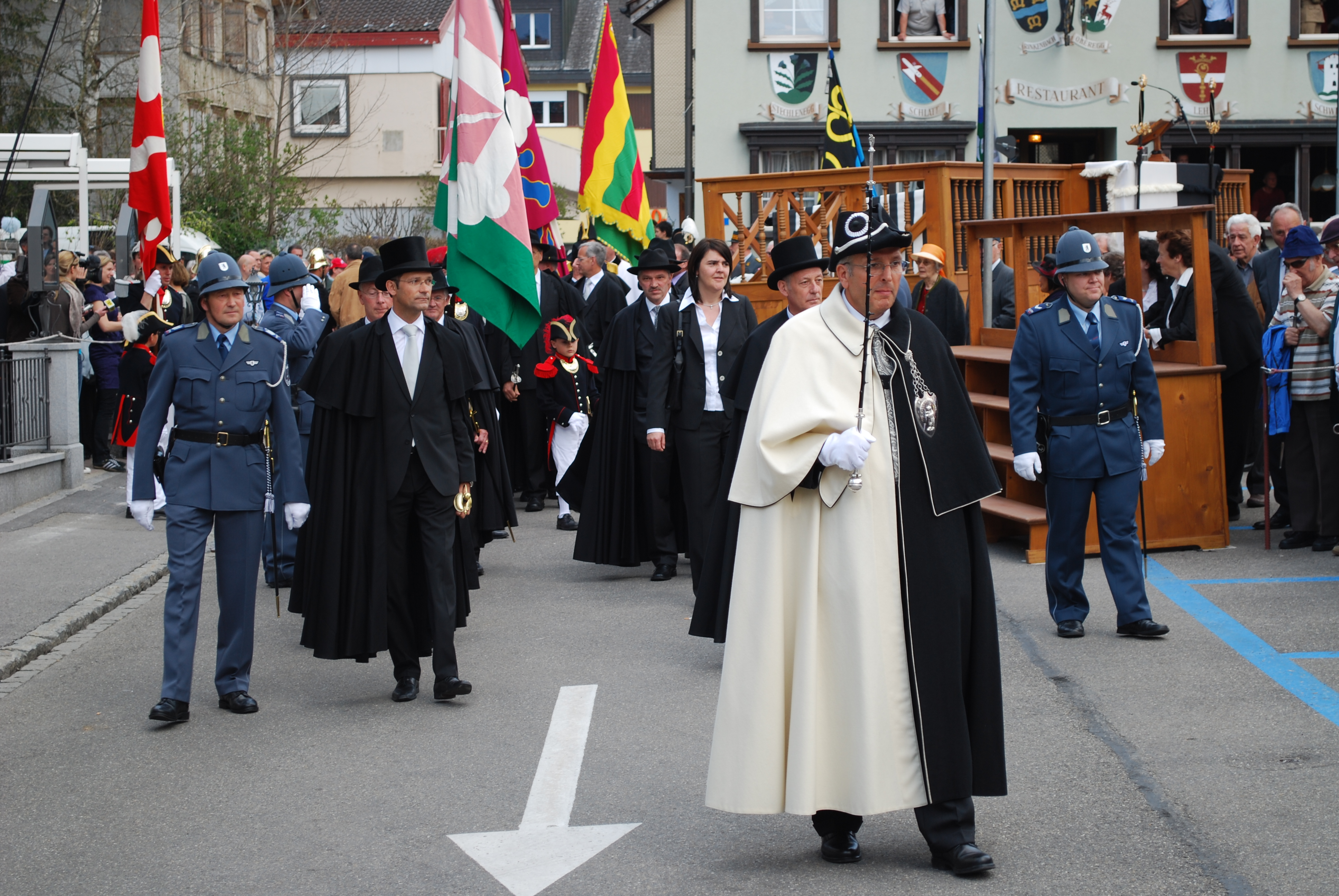
Der Standesweibel des Kantons Appenzell Innerrhoden führt den Zug der Regierung an. Die Farben des Kantons sind Schwarz und Weiss.

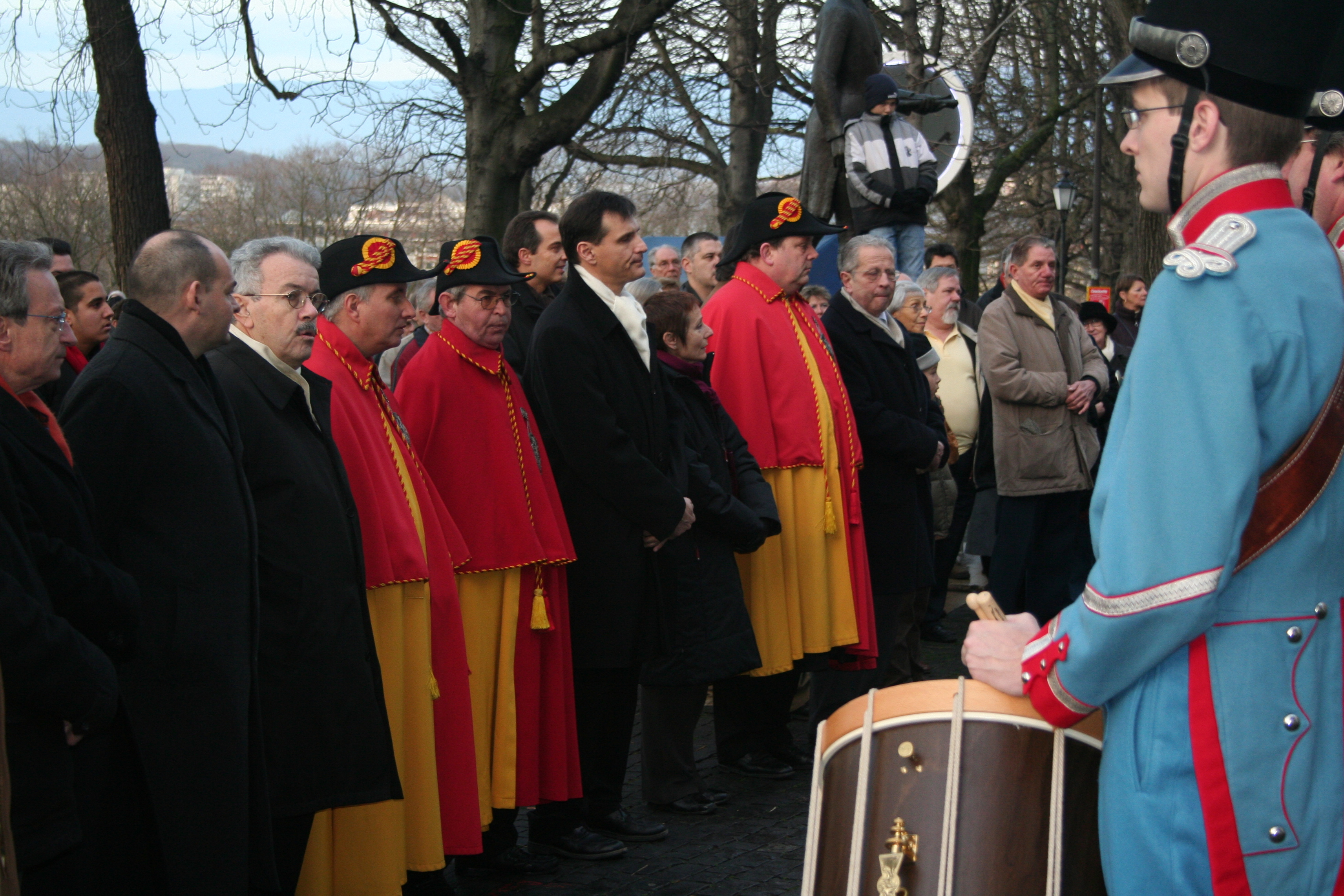
Genfer Standesweibel in den Standesfarben Rot und Gelb

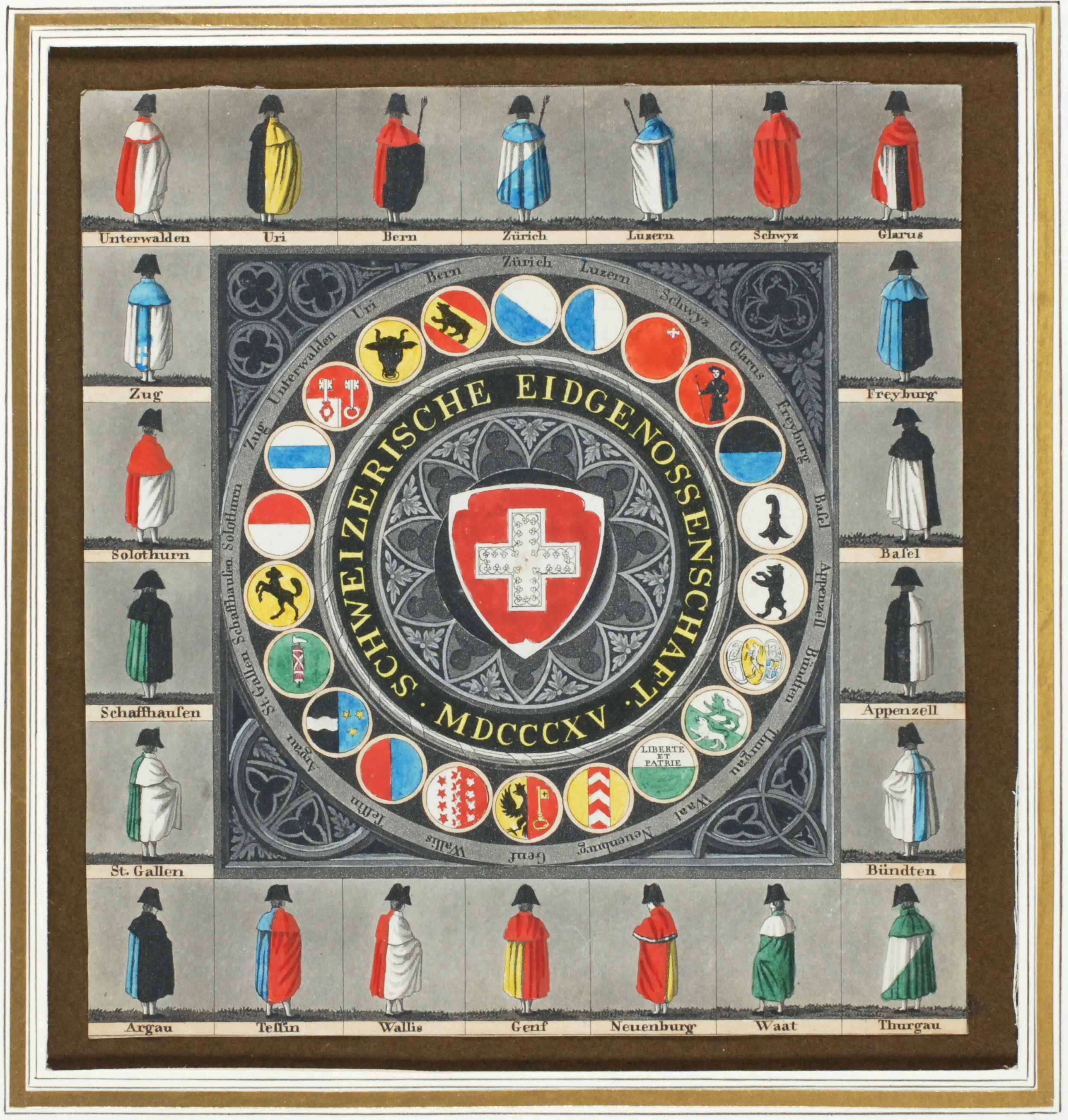
Farben der Standesweibel zur Zeit der Restauration

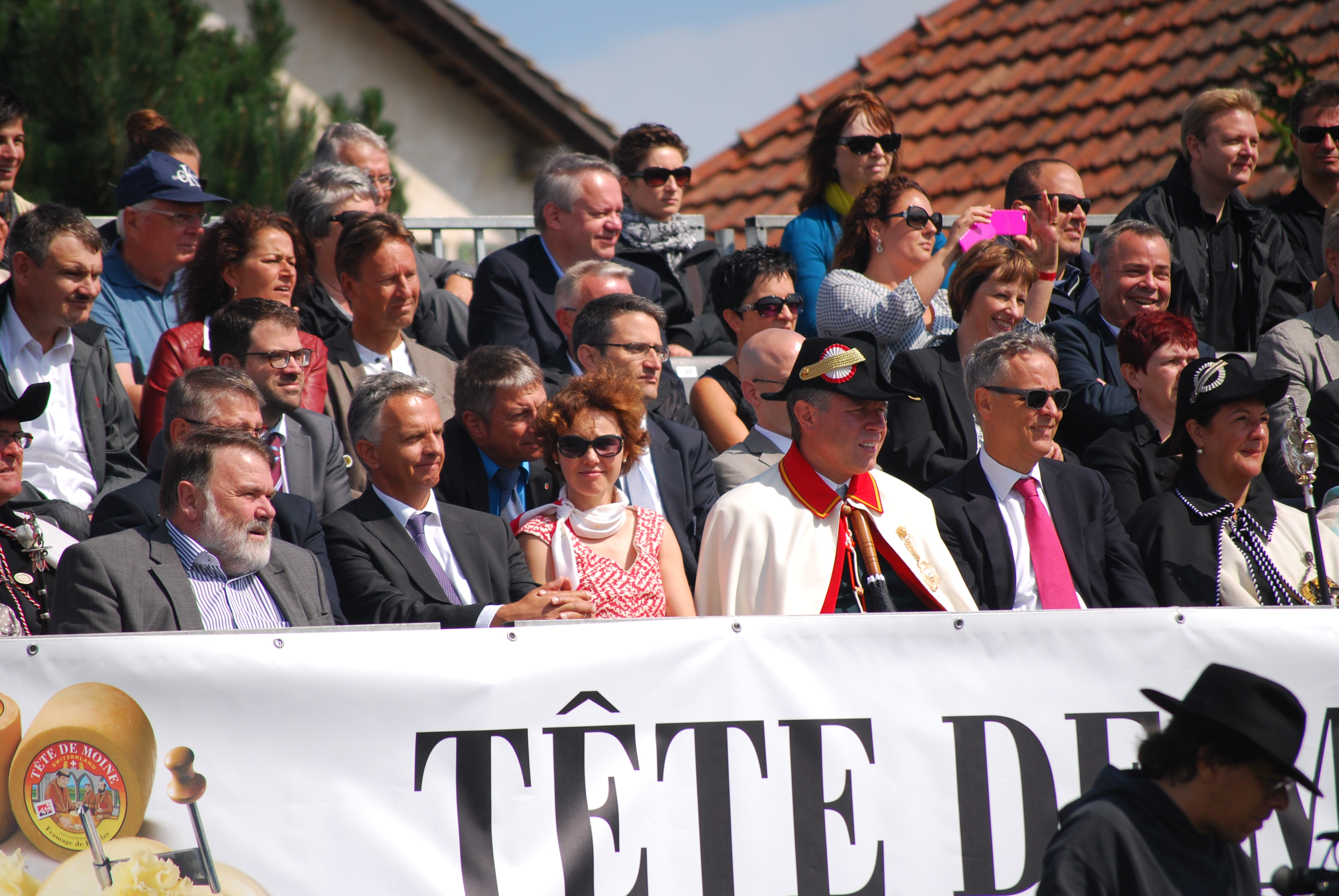
Bundesrat Didier Burkhalter (zweiter vorne links) mit seiner Frau und einem Bundesweibel am Marché-Concours in Saignelégier. Ganz rechts eine Standesweibelin des Gastkantons Basel-Stadt.

Weibel (auch Amtsweibel, französisch huissier, italienisch usciere, rätoromanisch salter) ist eine schweizerische Amtsbezeichnung.

## Heutige Funktionen
Ein Weibel dient der Regierung, dem Parlament oder dem Gericht. Er ist für Dienst- und Botengänge zuständig, wirkt als Saaldiener und hat zeremonielle Aufgaben.
Man unterscheidet verschiedene Weibel:
Bundesebene
- Bundesweibel sind im Dienste aller drei Gewalten des Bundes tätig, nämlich als:
  - Bundesratsweibel sind einem Bundesrat fest zugeteilt.
  - Parlamentsweibel sind entweder dem National- oder dem Ständerat zugeteilt.
  - Bundesgerichtsweibel sind für das Bundesgericht in Lausanne, das Bundesstrafgericht in Bellinzona oder das Eidgenössische Versicherungsgericht in Luzern tätig.

Kantonale Ebene
- Standesweibel (auch Staats- oder Landweibel) arbeiten für die Regierung und (selten: oder) das Kantonsparlament.
- Ratsweibel sind die Amtsdiener der Kantonsparlamente von Basel-Stadt, Glarus und Solothurn.
- Gerichtsweibel (Gerichtsdiener) sind die Amtsdiener eines Gerichts (Bezeichnung nur in wenigen Kantonen gebräuchlich).

Kommunale Ebene
- Stadtweibel oder Ratsweibel arbeiten für grössere Städte und haben vor allem zeremonielle Aufgaben. Entsprechend auch der Gemeindeweibel, der für die Gemeindeverwaltung Botengänge macht und auch formelle Aufgaben hat.

Bei öffentlichen Auftritten trägt der Weibel einen Ornat in den Farben der repräsentierten Körperschaft. Bundesweibel zum Beispiel tragen daher einen Umhang, der halb rot, halb weiss ist. Unter seinem Ornat und beim normalen Dienst im Regierungs- bzw. Parlamentsgebäude trägt der Bundesweibel eine grüne Uniform, die bei Bundesratsweibeln im Gehrock-Stil ausgestaltet ist.
Bei Auftritten im Ornat kann man Bundesrats- und Parlamentsweibel dadurch unterscheiden, dass erstere goldene Randborten und eine goldene Medaille mit Schweizerwappen tragen, letztere hingegen deren Pendant in Silber.

## Geschichte
In der Alten Eidgenossenschaft war der Weibel ein untergeordneter Amtsträger einer Obrigkeit oder Herrschaft und nahm vielfältige Aufgaben in der Verwaltung und im Gerichtswesen wahr. Für Einzelheiten siehe die unter Literatur genannten Artikel sowie Amtsbot.

## Wortherkunft
Das Wort Weibel stammt von althochdeutsch weibil, das seinerseits von ahd. weibôn ‚sich hin und her bewegen‘ abgeleitet ist. Die Dienstgradbezeichnungen Feldweibel (Schweiz) beziehungsweise Feldwebel (Deutschland) sind desselben Ursprungs, ebenso das im Schweizerdeutschen und Schweizerhochdeutschen gängige Verb (herum)weibeln ‚geschäftig umhergehen‘, ‚werbend Kontakte knüpfen‘, ‚Lobbying treiben‘.